# Sundacypha
Sundacypha – rodzaj ważek z rodziny Chlorocyphidae.

## Rozmieszczenie geograficzne
Rodzaj Sundacypha obejmuje gatunki występujące w Azji Południowo-Wschodniej – na Borneo, Sumatrze i Półwyspie Malajskim.

## Podział systematyczny
Do rodzaju należą następujące gatunki:
- Sundacypha petiolata (Selys, 1859)
- Sundacypha striata Orr, 1999